# 梅朗图瓦
梅朗图瓦（法語發音：[melɑ̃twa]）是法国里尔都市圈东南部的一个传统地区。

## 地理
“梅朗图瓦”（Mélantois）一名意为“中心”，该地区位于费兰（北）、佩韦勒（东）、卡朗博（南）和韦普（西）四个地区的中心。 
梅朗图瓦位于德勒河和马克河之间，从威廉到拉马德莱娜的直线为其北界。 

## 城市
梅朗图瓦今天由以下城市组成： 
- 昂斯坦（Anstaing）
- 阿沃兰（Avelin）
- 法什-蒂梅尼勒（Faches-Thumesnil）
- 马克河畔福雷（Forest-sur-Marque）
- 弗勒坦（Fretin）
- 乌普兰-昂夸讷（Houplin-Ancoisne）
- 拉马德莱娜（La Madeleine）
- 莱坎（Lesquin）
- 勒泽讷（Lezennes）
- 里尔（Lille）
- 洛斯（Loos）
- 蒙斯昂巴勒尔（Mons-en-Barœul）
- 努瓦耶勒莱塞克兰（Noyelles-lès-Seclin）
- 梅朗图瓦地区佩罗讷（Péronne-en-Mélantois）
- 龙尚（Ronchin）
- 梅朗图瓦地区桑甘（Sainghin-en-Mélantois）
- 塞克兰（Seclin）
- 唐普勒马尔（Templemars）
- 特雷桑（Tressin）
- 旺德维尔（Vendeville）
- 阿斯克新城（Villeneuve-d'Ascq）
- 瓦斯卡勒（Wasquehal）
- 瓦蒂尼（Wattignies）